# Inge Prokot
Inge Prokot (* 1933 in Köln; † 12. April 2012) war eine Kölner Grafikerin, Plastikerin und Objektkünstlerin.

## Wirken
Von 1949 bis 1955 studierte Inge Prokot an der Fachhochschule für Kunst und Design, Köln. Seitdem war sie als freiberufliche Künstlerin tätig. Im Jahr 1969 begann sie mit der Gestaltung von Objekten, Objektmontagen, Objekt-Stelen, Soft-Skulpturen und mit Fotoserien.
Ihre Ideen und auch Materialien holte sie sich aus der Natur (Felle, Knochen), verband sie aber auch mit künstlich entstandenen Produkten (Dachpappe und andere Materialien). Pelz spielte dabei häufig eine wesentliche Rolle. Besonders auffällig und aus ihren Arbeiten hervorgehoben sind ihre übermannshohen Rüsseltiere aus weißem Schaffell. Wie sie schrieb, hegte sie für eine Vorliebe für Elefanten. Zu den Fellobjekten siehe im Artikel → Pelzkunst, Inge Prokot.

## Einzelausstellungen (Auswahl)
- 1971 Basel, Art 2; Düsseldorf IKI; Duisburg Pro Art; Köln NDK; Köln KKK
- 1972 Basel, Art 3; Düsseldorf IKI; Duisburg Pro Art; Köln NDK; Köln KKK
- 1973 Basel, Art 4; Köln KKK; Köln KKK; Köln Inter Galerie; Krefeld Galerie Schalthöfer; u. a.
- 1976 Nürnberg Kunsthalle „Schuhwerke“; Bonn Rheinisches Landesmuseum (Klaus Honnef); u. a.
- 1977 Kassel Marstallgebäude
- 1978 Bochum Museum Bochum (Peter Spielmann); Graz Neue Galerie am Landesmuseum Joanneum (Wilfried Skreiner)[2]
- 2009 Köln, Kunstraum 21, „Inge Prokot trifft eine Auswahl“.[4]

## Veröffentlichungen
- 1975 Inge Prokot: Elefanten, Eberhard Freitag, Kunsthalle (Kiel), Schleswig-Holsteinischer Kunstverein Kiel
- 1978 Stelen Objekte Fotos – eine retrospektive Übersicht. Inge Prokot. Museum Bochum, Kunstsammlung, 8. April 1978 bis 15. Mai 1978. Kataloggestaltung: Inge Prokot und Peter Spielmann. ISBN 3-8093-0036-5
- 1981 Inge und Joachim Prokot: Schmuck aus Zentralasien. Callwey, München 1981, ISBN 3-7667-0588-1
- 1983 neue Arbeiten : Schamanenmäntel, Fetische, Stelen, Rollbilder. Wilhelm-Hack-Museum
- 1997 Inge Prokot, Ingo Bartsch: Enzyklopädische Malerei, ISBN 978-3-925998-27-0
- 1997 Inge Prokot (Kurator): Opfer – Täter. Victim – Culprit. Auschwitz, Terror, Krieg. Kölnische Galerie des Kölnischen Stadtmuseums 22. März bis 27. April 1997[2]
- 2008 „Freud“ an Freud. 100 Portraits von Inge Prokot. Ein Zyklus aus 100 Übermalungen auf Leinwand. Zusammen mit Hans-Jürgen Wirth, Psychosozial-Verlag, Gießen 2006, ISBN 978-3-89806-573-3.

## Fernsehen
- 1971 WDR-Fernsehen. Einzelvorstellung am 25. Mai 1971